# Villadavil
Villadavil (llamada oficialmente Santa María de Viladavil) es una parroquia española del municipio de Arzúa, en la provincia de La Coruña, Galicia.

## Entidades de población
Entidades de población que forman parte de la parroquia:
- Abruñedo
- Cañota (A Cañota)
- Casaldoeiro
- Castrillón
- Castro (O Castro)
- Faxil
- Friosende
- Lindeiros (Os Lindeiros)
- Paínza (A Paínza)
- Pazo (O Pazo)
- Peceñe
- Riba (A Riba)
- Sobrado
- Souto (O Souto)
- Souto Loural
- Trapa (A Trapa)
- Valiña (A Valiña)
- Vilanova

## Despoblado
Entidades de población que forman parte de la parroquia:
- Cabana (A Cabana)

## Demografía
| Gráfica de evolución demográfica de Villadavil entre 2000 y 2018 |
|                                                                  |
| Datos según el nomenclátor publicado por el INE.                 |